# سیارک ۲۰۲۲۴
سیارک ۲۰۲۲۴ (به انگلیسی: 20224 Johnrae، نامگذاری:1997JR13)۲۰۲۲۴مین سیارک کشف شده‌است که در ۰۳ مه ۱۹۹۷ کشف شد.